# Climacocystis
Climacocystis is een geslacht van schimmels in de orde Polyporales. De typesoort is Climacocystis borealis.

## Soorten
Volgens Index Fungorum telt het geslacht twee soorten (peildatum december 2021):
| Soortnaam                                        | Auteur(s)            | Publicatiejaar |
| ------------------------------------------------ | -------------------- | -------------- |
| Climacocystis borealis (Noordelijke buisjeszwam) | (Fr.) Kotl. & Pouzar | 1958           |
| Climacocystis montana                            | B.K. Cui & J. Song   | 2014           |